# 平手南
平手南（ひらてみなみ）は、愛知県名古屋市緑区の町名。現行行政地名は平手南一丁目及び平手南二丁目。住居表示未実施。

## 地理
名古屋市緑区の北東部に位置し、東に横吹町、南に大清水、南東に水広、西に篭山、北に平手北と接する。

### 河川
- 扇川

## 世帯数と人口
2019年（平成31年）3月1日現在の世帯数と人口は以下の通りである。
| 丁目         | 世帯数  | 人口  |
| ------------ | ------- | ----- |
| 平手南一丁目 | 309世帯 | 711人 |
| 平手南二丁目 | 63世帯  | 129人 |
| 計           | 372世帯 | 840人 |

### 人口の変遷
国勢調査による人口の推移
| 2005年（平成17年） | 629人 | [ 6 ] |  |
| 2010年（平成22年） | 830人 | [ 7 ] |  |
| 2015年（平成27年） | 869人 | [ 8 ] |  |

## 学区
市立小・中学校に通う場合、学校等は以下の通りとなる。また、公立高等学校に通う場合の学区は以下の通りとなる。
| 丁目         | 番・番地等 | 小学校                   | 中学校               | 高等学校 |
| ------------ | ---------- | ------------------------ | -------------------- | -------- |
| 平手南一丁目 | 全域       | 名古屋市立鳴海東部小学校 | 名古屋市立扇台中学校 | 尾張学区 |
| 平手南二丁目 | 全域       | 名古屋市立鳴海東部小学校 | 名古屋市立扇台中学校 | 尾張学区 |

## 交通
- 愛知県道36号諸輪名古屋線

## 施設
- 名古屋平手郵便局
- スギ薬局 平手店

## その他

### 日本郵便
- 郵便番号 : 458-0009[3]（集配局：緑郵便局[11]）。